# Parafia św. Mikołaja w Skale
Parafia Świętego Mikołaja – parafia rzymskokatolicka w Skale. Należy do dekanatu skalskiego diecezji kieleckiej. Założona w XII wieku. Mieści się przy ulicy Kościelnej. Duszpasterstwo w niej prowadzą księża diecezjalni.